# سد کرستوما–لیور
سد کرستوما-لیور (به پرتغالی: Barragem de Crestuma-Lever) یک سد وزنی و نیروگاه برقابی در پرتغال است که در Crestuma واقع شده‌است.